# آرنی هامپاریان
آرنی هامپاریان (ارمنی: Արենի Համփարյան؛ زادهٔ ۴ ژانویهٔ ۲۰۰۲) بازیکن فوتبال زن در پست هافبک اهل ارمنستان است.

## باشگاهی
از باشگاه‌هایی که در آن بازی کرده‌است می‌توان به باشگاه فوتبال آرسنال لس آنجلس اشاره کرد. 

## تیم ملی
وی همچنین در تیم ملی فوتبال زیر ۱۹ سال زنان ارمنستان و تیم ملی فوتبال زنان ارمنستان بازی کرده‌است.